# 盧卡什夫卡 (拉德任)
48°39′1″N 29°11′58″E / 48.65028°N 29.19944°E
盧卡什夫卡（烏克蘭語：Лукашівка）是位於烏克蘭西南部文尼察州裏海辛區的村莊，始建於1600年，面積1.65平方公里，2001年人口876，人口密度每平方公里530.91人。